# Modisimus modicus
Modisimus modicus är en spindelart som först beskrevs av Willis J. Gertsch och Peck 1992.  Modisimus modicus ingår i släktet Modisimus och familjen dallerspindlar. Inga underarter finns listade i Catalogue of Life.